# Федерація єврейських громад СНД
Федерація єврейських громад СНД (ФЄГ) — єврейська організація, яка займається відновленням єврейського життя, культури та релігії в країнах Співдружності Незалежних Держав (СНД), колишньому Радянському Союзі. ФЄГ було засновано 1 серпня 1997 року за підтримки Фонду Ор Авнера.
Чинними керівниками організації є: 
- Лев Левієв, президент ФЄК СНД
- Рабин Берел Лазар, головний рабин Росії, голова Союзу рабинів СНД

Її штаб-квартира знаходиться в Москві, а офіс в Нью-Йорку.
ФЄГ має загалом 454 громади-члени по всьому колишньому СРСР.
У 2009 році в Росії було 171 громада членів ФЄГ.
Га-Арец та інші джерела стверджують, що це пропутінська організація, створена для протидії Російському єврейському конгресу, сформованому Володимиром Гусинським у 1996 році, яка критикувала Путіна.